# Fasgång

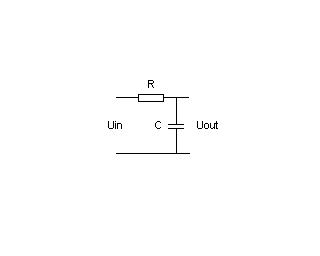
Lågpassfilter av första ordningen

Fasgång är en benämning på hur exempelvis ett filter fördröjer vissa frekvenser i förhållande till andra.
Ett första ordningens filter, dvs ett vanligt RC-nät, kommer att ha en asymptotisk fasgång på maximalt 90 grader vilket kommer av jω-metoden dvs om filtret är av lågpasstyp så kan överföringsfunktionen skrivas:
{\displaystyle H(jw)={\frac {U_{out}}{U_{in}}}={\frac {\frac {1}{jwC}}{R+{\frac {1}{jwC}}}}={\frac {1}{1+jwRC}}={\frac {1}{1+j{\frac {w}{w_{0}}}}}}
där {\displaystyle w_{0}={\tfrac {1}{RC}}}.
Fasgången är då
{\displaystyle \arg(H)=-\arctan {\frac {w}{w_{0}}}}
dvs maximalt 90 grader.